# Głaz narzutowy w Luboniu

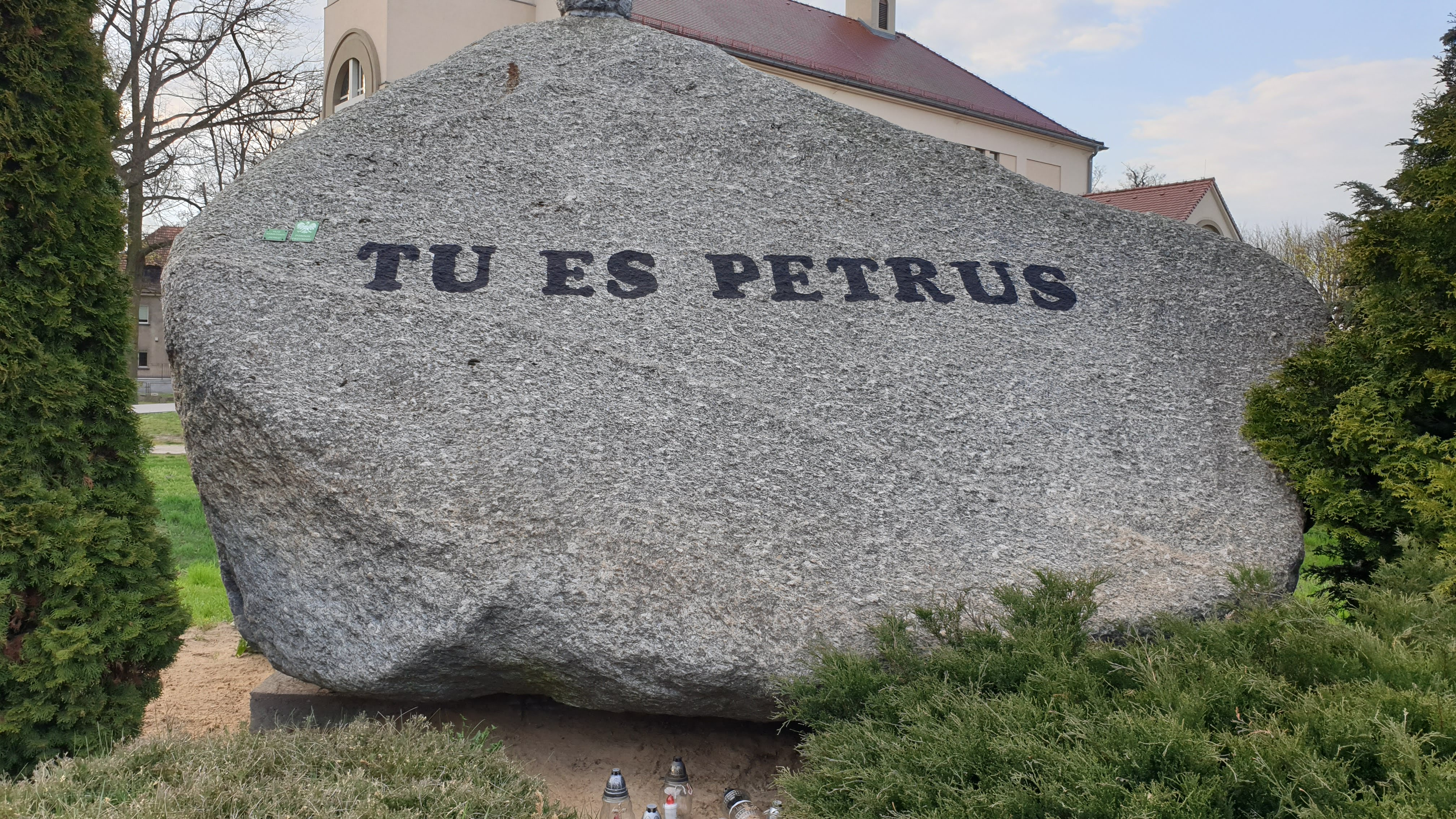
Luboński eratyk

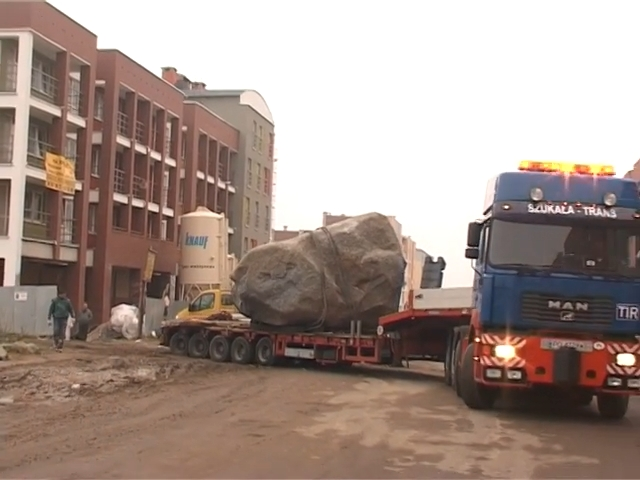
Transport głazu narzutowego

Głaz narzutowy „Petrus” – głaz narzutowy w Luboniu, największy w powiecie poznańskim. Znajduje się na terenie Lubonianki, w pobliżu strumienia Żabinka i osiedlowego kościoła p.w. Św. Jana Pawła II.
Obwód głazu wynosi ok. 14 m, długość 5,3 m, wysokość ok. 3,5 m, szerokość ok. 3 m; objętość ok. 24 m3, waga po oczyszczeniu 62 tony (pomiar dźwigowy). Charakterystyczną cechą okazu jest duża – ponad 12 m2 – powierzchnia gładka.
Odkryty przypadkowo we wrześniu 2007 roku podczas wykopów na podziemne garaże jednego z bloków w lubońskim śródmieściu (ul. Wschodnia 21 - teren Nowego Centrum Lubonia) eratyk z ciemnoszarego granitu, przyniesiony został przez lądolód ze Skandynawii. Do wyciągnięcia kamienia z wykopu inwestor wynajął największy dźwig samochodowy w Wielkopolsce o nośności ponad 250 ton. W dniu 26 października 2007 roku w wyniku celowo zorganizowanej akcji, głaz został przetransportowany przez samochód ciężarowy z siedmioosiową naczepą na narożnik ul. Źródlanej i ul. Łącznik, kilka tygodni później stanął na specjalnie wybudowanym fundamencie, w pobliżu nowo powstałej świątyni. Zdaniem proboszcza żabikowskiej parafii, poświęcony ma być papieżowi Janowi Pawłowi II.
Po 12 latach od wydobycia, w styczniu 2020 roku, luboński głaz otrzymał status pomnika przyrody oraz imię „Petrus” (łac. Piotr).